# ماساکو کاتسوکی
ماساکو کاتسوکی (انگلیسی: Masako Katsuki; ۱۵ اکتبر ۱۹۵۸ – ) صداپیشه، و بازیگر اهل ژاپن بود.